# Nesococcus pipturi
Nesococcus pipturi är en insektsart som beskrevs av Edward MacFarlane Ehrhorn 1916.
Nesococcus pipturi ingår i släktet Nesococcus och familjen ullsköldlöss. Inga underarter finns listade i Catalogue of Life.